# Partido da Restauração do Japão
O Partido da Restauração do Japão (日本維新の会 (Nippon Ishin no Kai)), também referido como Associação de Restauração do Japão, foi um partido político japonês. Ele foi fundado em 12 de setembro de 2012 e ganhou reconhecimento oficial em 28 de setembro daquele mesmo ano. O partido cresceu da Associação Regional de Restauração de Osaka, liderada por Tōru Hashimoto e Ichirō Matsui, respectivamente, prefeito e governador de Osaka.
Em 17 de novembro de 2012, Hashimoto e Shintarō Ishihara, líderes do Partido Nascer do Sol, anunciaram uma fusão de seus partidos para criar uma "terceira força" para contestar a eleição geral realizadas em dezembro de 2012. A organização resultante da fusão, que manteve o nome "Partido da Restauração do Japão", era naquele momento o único partido político nacional com sede fora de Tóquio. Após a eleição, havia 54 assentos na câmara baixa e nove membros na câmara alta.
Em 28 de maio de 2014, os co-líderes Hashimoto e Ishihara concordaram em dividir o partido após muitas diferenças internas, incluindo discordâncias sobre uma proposta de fusão com o Partido da Unidade. Como resultado, o grupo de Ishihara se separou e formou o Partido para as Gerações Futuras. Mais tarde, Hashimoto e Kenji Eda, do Partido da Unidade, concordaram em fundir seus partidos. O Partido da Restauração foi posteriormente dissolvido e o resultado da fusão resultou na formação do Partido da Inovação do Japão.

## Políticas
O partido manteve "Oito Políticas de Restauração" (維新 八 策; Ishin hassaku). Essas políticas abrange mais de duzentos itens que tratam de questões como governança, política econômica, bem-estar social, educação, diplomacia e o rompimento do status do Japão como "amante da América".
Incomum para uma organização de direita, o partido apoiou a legalização do casamento entre pessoas do mesmo sexo, assim como defendeu a revisão da Constituição do Japão, que caracterizou como "a Constituição da Ocupação".